# U-510 (tàu ngầm Đức)
U-510 là một tàu ngầm tấn công  Lớp Type IX thuộc phân lớp Type IXC được Hải quân Đức Quốc Xã chế tạo trong Chiến tranh Thế giới thứ hai. Nhập biên chế năm 1941, nó đã thực hiện được bảy chuyến tuần tra, đánh chìm mười một tàu buôn và một tàu chiến phụ trợ với tổng tải trọng 71.349 GRT, gây tổn thất toàn bộ cho ba tàu buôn tổng tải trọng 24.338 GRT, đồng thời gây hư hại cho tám tàu buôn với tổng tải trọng 53.289 GRT. U-510 đã sống sót qua cuộc xung đột, bị lực lượng Đồng Minh chiếm giữ tại St. Nazaire vào ngày 10 tháng 5, 1945, rồi tiếp tục phục vụ cùng Hải quân Pháp như là chiếc Bouan (S 612) cho đến năm 1959. Nó bị tháo dỡ vào năm 1960.

## Thiết kế và chế tạo

### Thiết kế
Thiết kế của tàu ngầm Type IXC có kích thước hơi nhỉnh hơn so với phân lớp Type IXB dẫn trước. Chúng có trọng lượng choán nước 1.120 t (1.100 tấn Anh) khi nổi và 1.232 t (1.213 tấn Anh) khi lặn. Con tàu có chiều dài chung 76,76 m (251 ft 10 in), lớp vỏ trong chịu áp lực dài 58,75 m (192 ft 9 in), mạn tàu rộng 6,76 m (22 ft 2 in), chiều cao 9,60 m (31 ft 6 in) và mớn nước 4,70 m (15 ft 5 in).
Chúng trang bị hai động cơ diesel MAN M 9 V 40/46 siêu tăng áp 9-xy lanh 4 thì, tổng công suất 4.400 PS (3.200 kW; 4.300 bhp), dẫn động hai trục chân vịt đường kính 1,92 m (6,3 ft), cho phép đạt tốc độ tối đa 18,3 kn (33,9 km/h), và tầm hoạt động tối đa 13.450 nmi (24.910 km) khi đi tốc độ đường trường 10 kn (19 km/h). Khi đi ngầm dưới nước, chúng sử dụng hai động cơ/máy phát điện Siemens-Schuckert 2 GU 345/34 tổng công suất 1.000 PS (740 kW; 990 shp). Tốc độ tối đa khi lặn là 7,3 kn (13,5 km/h), và tầm hoạt động 63 nmi (117 km) ở tốc độ 4 kn (7,4 km/h). Con tàu có khả năng lặn sâu đến 230 m (750 ft).
Vũ khí trang bị có sáu ống phóng ngư lôi 53,3 cm (21 in), bao gồm bốn ống trước mũi và hai ống phía đuôi, và mang theo tổng cộng 22 quả ngư lôi 53,3 cm (21 in). Tàu ngầm Type IX trang bị một hải pháo 10,5 cm (4,1 in) SK C/32 với 110 quả đạn, một pháo phòng không 3,7 cm (1,5 in) SK C/30 và hai pháo phòng không 2 cm (0,79 in) C/30. Thủy thủ đoàn bao gồm 4 sĩ quan và 44 thủy thủ.

### Chế tạo
U-510 được đặt hàng vào ngày 20 tháng 10, 1939, và được đặt lườn tại xưởng tàu Deutsche Werft ở Hamburg vào ngày 1 tháng 11, 1940. Nó được hạ thủy vào ngày 4 tháng 9, 1941, và nhập biên chế cùng Hải quân Đức Quốc Xã vào ngày 25 tháng 11, 1941 dưới quyền chỉ huy của Hạm trưởng, Thiếu tá Hải quân Karl Neitzel.

## Lịch sử hoạt động
Sau khi hoàn tất việc chạy thử máy và huấn luyện trong thành phần Chi hạm đội U-boat 4, U-510 được điều sang Chi hạm đội U-boat 10 từ ngày 1 tháng 8, 1942 để hoạt động trên tuyến đầu. Con tàu lại được điều sang Chi hạm đội U-boat 33 từ ngày 1 tháng 10, 1944 cho đến khi chiến tranh kết thúc.

### 1942

#### Chuyến tuần tra thứ nhất
U-510 khởi hành từ cảng Kiel, Đức vào ngày 7 tháng 7, 1942 cho chuyến tuần tra đầu tiên trong chiến tranh. Nó tiến ra Bắc Hải, rồi băng qua khe GI-UK giữa Iceland và quần đảo Faroe để vòng qua quần đảo Anh. Chiếc U-boat tiếp tục băng qua suốt Đại Tây Dương để hoạt động tại các vùng biển về phía Đông Nam Hoa Kỳ và dọc theo bờ biển Đông Bắc của Brazil. Tại đây nó đã lần lượt đánh chìm chiếc tàu buôn Uruguay Maldonado 5.285 GRT vào ngày 2 tháng 8 ở vị trí khoảng 250 nmi (460 km) về phía Đông Nam Bermuda; gây hư hại cho chiếc tàu chở dầu Anh Alexia 8.016 GRT vào ngày 10 tháng 8;  và đánh chìm chiếc tàu buôn Anh Cressington Court 4.971 GRT ở vị trí về phía Đông Bắc Belém, Brazil. Chiếc tàu ngầm kết thúc chuyến tuần tra khi quay trở về cảng Lorient bên bờ Đại Tây Dương của Pháp đã bị Đức chiếm đóng, đến nơi vào ngày 13 tháng 9.

### 1945

#### Chuyến tuần tra thứ bảy
U-510 rời Batavia vào ngày 11 tháng 1, 1945 cho chuyến tuần tra thứ bảy để quay trở lại Châu Âu. Nó vận chuyển một lô hàng tungsten, thiếc, quinin... từ Viễn Đông. Nó được tàu ngầm U-861 tiếp thêm nhiên liệu trong Ấn Độ Dương ở vị trí về phía Đông Nam Madagascar. Sau đó tại vùng biển Nam Đại Tây Dương vào ngày 23 tháng 3, nó đánh chìm chiếc tàu buôn Canada SS Point Pleasant Park 7.136 GRT ở vị trí khoảng 500 nmi (930 km) về phía Tây Bắc Cape Town, Nam Phi. U-510 lâm vào tình trạng thiếu hụt nhiên liệu tại vùng biển Bắc Đại Tây Dương, nhưng nó xoay sở về đến cảng St. Nazaire, Pháp vào ngày 23 tháng 4.

### Sau chiến tranh
U-510 đã sống sót qua Thế Chiến II. Nó bị lực lượng Đồng Minh chiếm tại St. Nazaire vào ngày 10 tháng 5, 1945, rồi chuyển giao cho Pháp vào năm 1946. Chiếc tàu ngầm nhập biên chế cùng Hải quân Pháp như là chiếc Bouan (S.612) vào ngày 24 tháng 6, 1947 và phục vụ cho đến khi xuất biên chế vào ngày 1 tháng 5, 1959. Nó được đổi tên thành Q.176 vào ngày 23 tháng 11, 1959, và cuối cùng bị tháo dỡ vào năm 1960.

### "Bầy sói" tham gia
U-510 từng tham gia hai bầy sói:
- Streitaxt (20 tháng 10 – 2 tháng 11, 1942)
- Schlagetot (9 – 21 tháng 11, 1942)

### Tóm tắt chiến công
U-510 đã đánh chìm được mười một tàu buôn và một tàu chiến phụ trợ với tổng tải trọng 71.349 GRT, gây tổn thất toàn bộ cho ba tàu buôn tổng tải trọng 24.338 GRT, đồng thời gây hư hại cho tám tàu buôn với tổng tải trọng 53.289 GRT:
| Ngày              | Tên tàu             | Quốc tịch              | Tải trọng | Số phận          |
| ----------------- | ------------------- | ---------------------- | --------- | ---------------- |
| 2 tháng 8, 1942   | Maldonado           | Uruguay                | 5.285     | Bị đánh chìm     |
| 10 tháng 8, 1942  | Alexia              | United Kingdom         | 8.016     | Bị hư hại        |
| 19 tháng 8, 1942  | Cressington Court   | United Kingdom         | 4.971     | Bị đánh chìm     |
| 31 tháng 10, 1942 | Alaska              | Norway                 | 5.681     | Bị hư hại        |
| 9 tháng 3, 1943   | George C. Meade     | United States          | 7.176     | Bị hư hại        |
| 9 tháng 3, 1943   | James K. Polk       | United States          | 7.177     | Tổn thất toàn bộ |
| 9 tháng 3, 1943   | James Smith         | United States          | 7.181     | Bị hư hại        |
| 9 tháng 3, 1943   | James Rodman Drake  | United States          | 7.181     | Bị hư hại        |
| 9 tháng 3, 1943   | Kelvinbank          | United Kingdom         | 3.872     | Bị đánh chìm     |
| 9 tháng 3, 1943   | Mark Hanna          | United States          | 7.176     | Bị hư hại        |
| 9 tháng 3, 1943   | Tabitha Brown       | United States          | 7.176     | Bị hư hại        |
| 9 tháng 3, 1943   | Thomas Ruffin       | United States          | 7.191     | Tổn thất toàn bộ |
| 8 tháng 7, 1943   | B. P. Newton        | Norway                 | 10.324    | Bị đánh chìm     |
| 8 tháng 7, 1943   | Eldena              | United States          | 6.900     | Bị đánh chìm     |
| 8 tháng 7, 1943   | Everagra            | Latvia                 | 3.702     | Bị hư hại        |
| 10 tháng 7, 1943  | Scandinavia         | Sweden                 | 1.641     | Bị đánh chìm     |
| 22 tháng 2, 1944  | E. G. Seubert       | United States          | 9.181     | Bị đánh chìm     |
| 22 tháng 2, 1944  | Erling Brøving      | Norway                 | 9.970     | Tổn thất toàn bộ |
| 22 tháng 2, 1944  | San Alvaro          | United Kingdom         | 7.385     | Bị đánh chìm     |
| 7 tháng 3, 1944   | Tarifa              | Norway                 | 7.229     | Bị đánh chìm     |
| 7 tháng 3, 1944   | John A. Poor        | United States          | 7.176     | Bị đánh chìm     |
| 27 tháng 3, 1944  | HMS Maaløy          | Hải quân Hoàng gia Anh | 249       | Bị đánh chìm     |
| 23 tháng 2, 1945  | Point Pleasant Park | Canada                 | 7.136     | Bị đánh chìm     |